# フォックス・マクラウド
フォックス・マクラウド（Fox McCloud）は、任天堂のコンピュータゲーム『スターフォックス』シリーズに主人公として登場する架空のキャラクター。

## 概要
「スターフォックス」チームのリーダーとして登場する、キツネの姿をしたキャラクター。
キツネの姿で描かれているのは「ありきたりなSFのデザインにしたくないので、動物のキャラクターにしたい」という宮本茂の提案によるものと、任天堂の旧本社から近い場所に位置する伏見稲荷大社にちなんだものとなっており、神社と関連付けたのは戦闘機でゲートを潜るシーンから鳥居を連想したためである。
名前の「フォックス（Fox）」は英語でキツネを意味するが、伏見稲荷大社の地元にあった少年野球チーム「稲荷フォックス」が名前のモデルである。姓の「マクラウド（McCloud）」は今村孝矢からフォックスの姓の案を依頼されたイギリス人プログラマーのディラン・カスバート（シリーズ第1作目の制作に参加。後にキュー・ゲームスの代表取締役としてシリーズに関わる）が語呂から決めた（なお、マクラウドは英語圏に実在する姓である）。
作品ごとによって顔つきや毛の質感などが異なるが、基本的には緑色（SFC版では黄土色）をした上下一体型のパイロットスーツの上に白地のジャケット、頭に通信用のヘルメット、そして首にスカーフという、戦闘機のパイロットを思わせる服装をしている。
性格の描写がされていないSFC版を除いたシリーズを通しての性格は、正義感が強く非常に真面目で仲間思いであり曲がった事が大嫌いといった典型的な主人公タイプである。真面目すぎて少々融通が利かないという短所も持ち合わせているため、それが災いして時折仲間と衝突する事もある他、その気性故にリーダーでありながら危険な任務を単独で引き受ける場合もあり、メンバーからもその事をたしなめられる事がある。『アドベンチャー』ではフォックス以外のメンバーが諸事情から全員バックアップに回っていたためにその事がわかり辛い節があったが、64版や『アサルト』『ゼロ』ではその一面が強く強調されている（アンドルフの元に一人で乗り込む、敵の手に落ちたエリアの妨害装置を単独で潰しに行くなど）。また、キャットやクリスタルといった女性の扱いを苦手としているようで、好感を持たれつつも彼女たちにペースを取られたり時には反感を買ったりもしている。
家族については、いずれの作品でも父親（64版以降におけるジェームズ）がアンドルフが原因で消息不明（フォックスを含めた登場人物は、みな戦死したと認識している）になったことのみが劇中で語られている。なお、シリーズを通して一度も母親に関する話題が出たことがないが、今村の話によれば64版以降のストーリーでは母親は惑星パペトゥーンに健在であるが、危険な遊撃隊稼業をフォックスが継ぐのに反対し、以後は疎遠になってしまったとのことである。
シリーズを通して戦闘機「アーウィン」に乗って戦っているが、64版以降では戦車「ランドマスター」や潜水艦「ブルーマリン」といった戦闘機以外のメカの操縦もこなしており、『アドベンチャー』や『アサルト』、漫画『さらば愛しのファルコ』では白兵戦もこなしている。
白兵戦時は主にブラスターを手に戦うが、『アドベンチャー』ではクリスタルスタッフという魔法の棒を使って棒術で戦ったり、シャープクロウ族が使用しているホバーバイクを使って雪山などを疾走したりするなど、多方面で器用さがうかがえる。また、『アドベンチャー』で棒術と蹴り技を組み合わせたコンボを使用していた事や、『さらば愛しのファルコ』でシールズ大佐一味に跳び蹴りを喰らわせていた事から格闘戦もこなせるようだ。

## 作品ごとの設定、特徴
スターフォックス
宇宙軍士官学校にてパイロットになるべく訓練していたが、コーネリア防衛軍にてパイロットを務めていた父、フォックス・シニア軍曹がアステロイドのブラックホールに飲み込まれ消息を絶ったことをきっかけに退学し、辺境の惑星パペトゥーンを拠点にアンドルフ軍の船だけを襲撃する宇宙義賊（雇われ遊撃隊）として活動していたが、戦果を挙げながらも金銭に恵まれず困っていたところをシニア軍曹の息子として目を着けていたペパー将軍にスカウトされ、コーネリア防衛軍が所有する最新鋭戦闘機「アーウィン」を託される。義賊の仲間である、シニア軍曹の元部下のペッピー・ヘア、士官学校時代の後輩であるスリッピー・トード、そして元ライバルのファルコ・ランバルディと共にアーウィンに乗り、父の消失の原因を作ったアンドルフを倒すためにベノムへ向けて出撃する。
高度な操縦テクニックを必要とするアーウィンをなんなく乗りこなし、仲間達とのチームワークを駆使しながら、ライラット系中に配備されているアンドルフ軍の兵器を次々と駆逐し、最後にはベノムにあるメインコントロールブレインを破壊し、アンドルフ軍を殲滅した。
この作品におけるフォックスは、本物のキツネに近いリアルなデザインとなっている。また、クリア時などで「全機報告せよ」と仲間に通信で呼びかける以外、ゲーム中は殆ど喋らない。
スターフォックス64
故郷の惑星パペトゥーンにある宇宙アカデミーにてコーネリア防衛軍の士官候補生として勉学に励んでいたが、やとわれ遊撃隊「スターフォックス」のリーダーを務める父、ジェームズ・マクラウドがベノムで消息を絶ったことをきっかけに中退し、父の志を継ぐべく、ベノムから生還した初代メンバーのペッピー・ヘア、宇宙アカデミー在学時代からの親友であるスリッピー・トード、そして宇宙暴走族「FREE AS A BIRD」の元ヘッドのファルコ・ランバルディと共に新生スターフォックスを結成し、18歳で2代目リーダーに着任。ペパー将軍からアンドルフ軍殲滅の依頼を受けて出撃する。
若くしてリーダーに着任したばかりでまだまだ実力不足と思われていたが、アンドルフ軍やスターウルフとの戦闘の中で自身の成長とメンバーの信頼を勝ち取り、最後には単身でアンドルフを倒し、ライラット系を救った。
この作品のオリジナル版ではポリゴン風の3次元コンピュータグラフィックスによってキャラクターデザインされており、毛の質感が大幅に省かれ、顔つきも簡略化されていたが、リメイク版ではオリジナル版のデザインを踏襲しつつ描き直されている。
エンディングにてフォックス直筆と思われるペパー将軍宛ての請求書が登場するが、見たところそれほど字が綺麗でないことがうかがえる。
隠しモードであるエクストラモードでは、ジェームズのようなサングラスをかけた姿を見ることができる。
スターフォックスアドベンチャー
64版でアンドルフを倒してから8年後、ペパー将軍から惑星調査の依頼を受け、恐竜達が棲む惑星「ダイナソープラネット」（のちの惑星サウリア）に降り立つ。降り立った先に刺さっていた魔法の棒「クリスタルスタッフ」を手に取り、シャープクロウ族に囚われていたアソーカ族の王子、トリッキーと共に惑星中を冒険しながら、シャープクロウ族のボス、スケール将軍によってバラバラになってしまった惑星を元に戻すために戦った。
クラゾア宮殿にてクリスタルスタッフの持ち主である少女、クリスタルと出会い、思わず一目惚れをする。
レア社制作のこの作品では頭身こそデフォルメされているものの、リアルタイムに毛並みを動かす物理演算処理により質感が大幅にリアルになっている。それに際し、この作品ではヘルメットを外し、袖なしのスーツとベストを着用しており、頭や腕の毛並みが強調されている。
スターフォックス アサルト
『アドベンチャー』から1年後、惑星サウリアで出会ったクリスタルをチームに加え、スターウルフを追われたアンドリュー・オイッコニーが率いる反乱軍を一掃するために出撃する。反乱軍の基地を襲撃し、オイッコニーを追い詰めたもののその直後にあらゆるものを侵食する謎の生命体「アパロイド」と遭遇。そのアパロイドからライラット系を守るためにアーウィン、ランドマスター、ブラスターなど数々の兵器を使い分けながら戦った。
最初のミッションに出撃するまではクリスタルとは友達以上恋人未満の関係だったが、互いに助け合いながら戦って行くうちにクリスタルに対する恋愛感情を高めて行く。
リアルな毛並みを表現していた『アドベンチャー』に対し、この作品では毛並みを程々に押さえ、フィギュアのような質感となっている。また、この作品では『アドベンチャー』と同様にヘルメットを外しているほか、両肩に赤い防具のようなものがついたスーツにベスト、そして赤いブーツという服装をしている。
バトルモードでは固有キャラクターとして使用できる。「ライフの量」、「素早さ」、「ジャンプ力」が平均的で、「アーウィン時の能力」、「ランドマスター時の能力」、「パイロット時の能力」が平均よりやや上と、バランスのとれた性能を持つ。
スターフォックス コマンド
さまざまな事情からほとんどのメンバーがチームから離れている状態でオペレーターロボットのナウスと共に行動しており、ベノムから飛来したアングラー軍を相手に一人で戦い始める。一人で何でも引き受けがちな性格だが、さすがに自力ですべてを円滑に解決できると思っているわけではなく、ナウスの「戦力の向上が急務」というアドバイスに素直に耳を傾け、各地に散らばったかつての仲間達やライバル達の手を借りながら戦況を優位に進めていく。
正義感が強く曲がった事が大嫌いだが少々融通が利かないという本来の性格が災いし、『アサルト』などでの戦いを経て恋愛を深めていたクリスタルとも互いを想いあった結果激しく衝突し、離れ離れになっているが、ストーリーによってはチームに復帰させて復縁したり、遊撃稼業から足を洗って結婚して子供のマーカスを授かったり、互いに全く異なる人生を歩むことになるなど、様々な結末を迎える。
この作品ではSFC版および64版と同様にヘルメットとジャケットを着用しており、顔つきこそ異なるものの64版に近い容姿となっている。
スターフォックス2
SFC版『スターフォックス』の直接の続編であるこの作品でもチームのリーダーとして登場しているが「6人のメンバーから操作キャラを2人を選んでその2名のみで戦闘を進める」というゲームシステムの都合上、プレイヤーキャラクターに選ばなければデモシーンでアーウィンに乗った状態で仲間を援護する場面のみの登場という可能性もある（これはプレイヤーキャラクター候補の6名全員に共通して言えることである）。また、プレイヤーキャラクターとして選んだ場合も、パートナーとして追随している時はアドバイス役となる。
『スターフォックス64』以降の優等生的な口調ではないがハキハキと爽やかな喋り方であり、第1作でほとんど喋らなかった彼の性格を垣間見ることができる。

## 関連作品
ワイルドトラックス
「ナイトアウル」コースに、マリオ、カービィと共に看板として登場している。
大乱闘スマッシュブラザーズシリーズ
シリーズ全作品に基本キャラクターとして登場。第1作目および『DX』では『スターフォックス64』を踏襲したデザイン、『X』『for』では『アサルト』『コマンド』をベースにしたデザイン、『SPECIAL』では『ゼロ』をベースにしたデザインとなっている。使用する技は全てスマブラオリジナルの技になっており、赤いレーザーを発射する「ブラスター」や、相手の飛び道具などを反射する「リフレクター」といったスリッピーが開発したという設定の兵器をはじめ、百裂キックやサマーソルトキックなど多彩な蹴り技を駆使した白兵戦を展開する。
『X』で追加された「最後の切りふだ」は「ランドマスター」で、一定時間ランドマスターに乗り込んで戦うことができる。『SPECIAL』ではアーウィンで一斉攻撃するものに変更された。
『DX』以降では『スターフォックス』シリーズのキャラクターが通信で登場し、会話を繰り広げる「スマッシュアピール」が用意されている。『DX』『X』『for 3DS』ではペッピー、スリッピー、ファルコの3人による『スターフォックス64』風の通信会話が展開され、『X』『for Wii U』の「ライラットクルーズ」では『DX』の3人に、クリスタル、ウルフ、レオン、パンサーを加えた7人による通信会話が展開される。また、フォックス本人もファルコの通信に登場する。
『for Wii U』の「オービタルゲート周域」ではフォックス及びファルコが対戦に参加しているとき以外にステージ選択時にコマンドを入力することで、ペッピー、スリッピー、ファルコといったスターフォックスのメンバーと共に通信で登場する。シリアス系とギャグ系の2種類の通信シーンがあり、いずれもステージの進行状況に合わせて通信が行われる。
担当声優はそれぞれの作品のベースとなったデザインに準拠しており、作品ごとに変更されている。なお、スマッシュアピール時の声はプレイアブルのデザインに関係なく、『64』風では里内信夫、『アサルト』風では野島健児が担当している。
どうぶつの森シリーズ
本人の登場はないが、『おいでよ どうぶつの森』にて宇宙飛行士ジョニーが「戦闘機乗りのキタキツネ」に会ったことがあるとフォックスを示唆する話をしている。
おどる メイド イン ワリオ
SFC版『スターフォックス』をモチーフとしたボスゲーム「スターフォックス」にて登場。
すれちがいMii広場
ミニゲーム「すれちがい伝説II」にて入手できるMii用の帽子のひとつとして、フォックスの顔を模した「フォックスのぼうし」が登場。
スターリンク バトル・フォー・アトラス（発売元：ユービーアイソフト）
コラボ出演。容姿は『スターフォックス ゼロ』のもの。
amiibo
- フォックス（大乱闘スマッシュブラザーズシリーズ）2014年12月6日発売

## 声優
日本語音声
- 里内信夫 - 『スターフォックス64』、『ニンテンドウオールスター!大乱闘スマッシュブラザーズ』、『大乱闘スマッシュブラザーズDX』
- 野島健児 - 『スターフォックス アサルト』、『大乱闘スマッシュブラザーズX』、『大乱闘スマッシュブラザーズ for Nintendo 3DS / Wii U』
- 大原崇 - 『スターフォックス64 3D』以降の関連作品

英語音声
- ダン・オーセン[15] - 『スターフォックス』
- マイク・ウェスト - 『スターフォックス64』、『スターフォックス64 3D』以降の関連作品
- スティーブ・マルパス - 『大乱闘スマッシュブラザーズDX』[16]、『スターフォックスアドベンチャー』
- ジム・ウォーカー - 『スターフォックス アサルト』、『大乱闘スマッシュブラザーズX』